# 카프레의 피라미드
카프레의 피라미드는 이집트 기자에 위치한 피라미드로, 쿠푸의 대피라미드에 이어 제2피라미드라고도 불린다. 쿠푸의 후계자인 카프레의 피라미드로 짐작되나 명확하지는 않다.

## 구조
건설 당시 카프레의 피라미드의 밑변 길이는 약 216미터, 높이가 약 143미터로 쿠푸의 대피라미드보다 약간 작지만 경사각이 58도 8분으로 더 가파르며, 애초 지반이 높기 때문에 더 높게 보인다.
카프레의 피라미드에는 특이하게 입구가 두 개나 있는데, 하나는 지면으로부터 열 번째 단에 있고 다른 하나는 지면의 암반을 파서 만들었다. 두개의 입구가 현실로 이어지는 통로에서 만난다.

## 비밀의 방
쿠푸의 대피라미드와 같이 카프레의 피라미드도 상층부에 비밀 공간이 있다는 추측이 나오고 있다. 카프레의 피라미드보다 훨씬 작은 멘카우레의 피라미드도 내부 구조는 복잡하기 때문이다. 일부 학자들이 카프레의 피라미드 내부에서 공간을 발견했다고 주장하지만, 현재까지 공식적으로 인정받진 못했다.

## 같이 보기
- 카프레
- 기자의 대피라미드